# 오늘의 운세
《오늘의 운세》는 JTBC2에서 방송되는 텔레비전 프로그램이다.

## 방송 개요
두 남녀의 소개팅을 지켜보면서 다양한 분야의 예측 전문가들이 자신만의 노하우로 연애 성향을 다각도로 분석하는 실시간 예측 버라이어티 프로그램.

## 방송 시간
| 방송 채널 | 방송 기간              | 방송 시간          | 비고 |
| JTBC      |                        |                    |      |
| --------- | ---------------------- | ------------------ | ---- |
| JTBC      | 2019년 7월 10일 ~ 현재 | 수요일 밤 8시 00분 |      |

## 고정 출연진
- 신동엽 - MC
- 신동 - 패널
- 은혁 - 패널
- 전효성 - 패널
- 송유빈 - 패널

### 전문가
- 안준범
- 연주
- 최제우
- 조영은
- 이일준

## 에피소드 목록
| 회차 | 방송일          | 소개팅 주인공                    | 소개팅 주인공                    | 비고                 |
| 회차 | 방송일          | 남자                             | 여자                             | 비고                 |
| ---- | --------------- | -------------------------------- | -------------------------------- | -------------------- |
| 1    | 2019년 7월 10일 | 김민지                           | 이동화                           |                      |
| 2    | 7월 17일        | 이윤지                           | 이지용                           |                      |
| 3    | 7월 24일        | 최예록                           | 김태원                           |                      |
| 4    | 7월 31일        | 송기범                           | 위다현                           |                      |
| 5    | 8월 7일         | 성보현                           | 안성수                           |                      |
| 6    | 8월 14일        | 김지은                           | 한규범                           |                      |
| 7    | 8월 21일        | 김명은, 조유진, 박사무엘, 정영한 | 김명은, 조유진, 박사무엘, 정영한 | 2:2 대학생 미팅 특집 |
| 8    | 8월 28일        | 이지혜                           | 김재학                           |                      |
| 9    | 9월 4일         | 나혜인                           | 주천기                           |                      |
| 10   | 9월 11일        | 김성민                           | 김태현                           |                      |
| 11   | 9월 18일        | 유태양                           | 박지수                           |                      |
| 12   | 9월 25일        | 김경진                           | 이수지                           |                      |
| 13   | 10월 2일        | 하광석                           | 오서영                           |                      |

## 같이 보기
- 운세
- 역경
- 별자리